# Proprioseiopsis mauiensis
Proprioseiopsis mauiensis är en spindeldjursart som först beskrevs av N. Prasad 1968.  Proprioseiopsis mauiensis ingår i släktet Proprioseiopsis och familjen Phytoseiidae. Inga underarter finns listade i Catalogue of Life.